# Ansamblul bisericii „Adormirea Maicii Domnului” din Lipova
Ansamblul bisericii „Adormirea Maicii Domnului” din Lipova este un ansamblu de monumente istorice aflat pe teritoriul orașului Lipova. În Repertoriul Arheologic Național, monumentul apare cu codul 9583.03.
Ansamblul este format din următoarele monumente:
- Biserica „Adormirea Maicii Domnului” (cod LMI AR-II-m-A-00620.01)
- Școala românească, azi școală generală (cod LMI AR-II-m-B-00620.02)

## Școala românească, azi școală generală
Pe lângă biserica construită în 1338 și care a suferit o reparație capitală în 1996, există și o colecție parohială înființată în 1960 - ce cuprinde cărți - cea mai veche carte datează din anul 1645, veșminte și orare diaconești datând din 1606, icoane, obiecte de cult cuprinzând candele, cădelnițe, cruci, potire, engolpioane - majoritatea din argint, argint aurit, unele încrustate cu pietre prețioase, majoritatea datând din secolele XVII-XVIII.